# Jean-David Ciot
Jean-David Ciot (* 1. Mai 1967 in Rosendaël, heute Ortsteil von Dunkerque) ist ein französischer Politiker. Er ist seit 2012 Abgeordneter der Nationalversammlung.
Ciot ist der Sohn eines italienischen Einwanderers und einer Soldatin, die im Vietnamkrieg fiel. Seine Jugend verbrachte er im Großraum Lyon und in Le Puy-Sainte-Réparade. Zu dieser Zeit schloss er sich den Sozialisten an, nach eigenen Angaben inspiriert von Louis Philibert, der Bürgermeister von Le Puy-Sainte-Réparade war. Sein beruflicher Werdegang begann in Paris, wo er als Wirtschaftsprüfer arbeitete. Ab 1998 war er im Parlament für die parlamentarische Kontrolle der Finanzen zuständig. 2002 erlangte er mit dem Einzug in den Generalrat des Départements Bouches-du-Rhône sein erstes politisches Amt. Seine Wahl zum Bürgermeister von Le Puy-Sainte-Réparade folgte im Jahr 2008. Bei den Wahlen 2012 trat er im 14. Wahlkreis des Départements Bouches-du-Rhône für die Parti socialiste an und zog mit knapp 54 % der Stimmen im zweiten Wahlgang in die Nationalversammlung ein. Im Juli desselben Jahres wurde er Vorsitzender der Sozialisten im Département Bouches-du-Rhône.